# Derby calcistici in Liguria (Serie B)

Lo Spezia nella stagione 1942-1943 disputò derby in Serie B con il Savona e in Coppa Italia con il Genoa.

I derby calcistici in Liguria giocati almeno in Serie B sono gli incontri regionali tra squadre liguri svoltisi almeno una volta nella serie cadetta dal 1929.
Il primo disputatosi a questo livello si tenne nella stagione inaugurale della Serie B tra La Dominante e Spezia. Negli anni 1930 si tennero in serie cadetta incontri già svoltisi in precedenza in altre categorie quali Sampierdarenese-Spezia, Sanremese-Spezia e Genoa-Spezia, quest'ultimo successivamente disputatosi anche in Serie A. Analogamente, anche i derby svoltisi in Serie B negli anni 1940 Sampierdarenese-Spezia, Savona-Sestrese, Savona-Spezia e Sestrese-Spezia avevano già avuto precedenti in gare ufficiali. Nella Serie B 1966-1967 il Savona incontrò per la prima volta in assoluto la Sampdoria e per la prima volta a quel livello il Genoa; nella stessa stagione si disputò il primo derby di Genova in serie cadetta, poi tenutosi altre volte a questo livello fino alla Serie B 2002-2003. Nella stagione 2006-2007 vi fu una riedizione del derby Genoa-Spezia, mentre dalla Serie B 2014-2015 si tenne Spezia-Virtus Entella, già disputatosi in precedenza in serie minori.
Sono riportati di seguito tutti i derby della regione Liguria giocati almeno in Serie B, elencati secondo il numero decrescente di gare disputate a questo livello e, in subordine, ai livelli inferiori.

## Entella-Spezia
Entella e Spezia disputarono il loro primo derby ufficiale in Serie C nel 1935 e successivamente si incontrarono in campionati regionali nelle stagioni 1945-1946 e 1953-1954. Nella stagione 1960-1961 si ritrovarono in Serie C e quindi per due stagioni in Serie D, inclusa la Serie D 1963-1964 in cui diedero vita ad un testa a testa risoltosi con la promozione in Serie C dell'Entella, pur sconfitta alla Spezia nel girone di ritorno. Nella Serie C 1968-1969 un pareggio in casa dello Spezia a due giornate dal termine del campionato contribuì al raggiungimento della salvezza per entrambe, che si affrontarono per altri tre campionati in Serie C, fino alla stagione 1971-1972.
Nel 1986 l'allenatore dell'Entella Gian Piero Ventura lasciò a sorpresa la squadra chiavarese per lo Spezia neopromosso in Serie C1: il trasferimento alimentò tensioni tra le due realtà che avevano appena terminato il campionato di Serie C2 nel medesimo girone, con i tifosi chiavaresi che lanciarono monetine e insultarono l'allenatore avversario quando le due squadre si incontrarono in Coppa Italia Serie C quella stessa estate. Le due società non disputarono più partite ufficiali per oltre venti anni, ma la rivalità indusse l'Osservatorio Nazionale sulle Manifestazioni Sportive a vietare la trasferta a Chiavari ai tifosi spezzini per il successivo incontro tra le due squadre, in Serie D 2008-2009.
Il derby si giocò per la prima volta in Serie B nella stagione 2014-2015 cui ne seguirono altre quattro a quel livello nello stesso decennio: nel 2016 i tifosi chiavaresi, che sentono particolarmente la partita, fecero registrare il record di pubblico allo Stadio comunale. Nella stagione 2019-2020 quella contro l'Entella fu l'ultima partita casalinga di campionato per lo Spezia prima dei vittoriosi play-off in cui conquistò la promozione in Serie A.
|                               | Gare | Vittorie Entella | Pareggi | Vittorie Spezia | Gol Entella | Gol Spezia |
| Serie B                       | 10   | 1                | 5       | 4               | 6           | 9          |
| Serie C                       | 12   | 3                | 6       | 3               | 10          | 12         |
| Serie C2                      | 2    | 0                | 2       | 0               | 2           | 2          |
| Serie D                       | 6    | 2                | 1       | 3               | 10          | 10         |
| Promozione                    | 2    | 1                | 0       | 1               | 2           | 3          |
| Prima Divisione (1945-1946)   | 2    | 2                | 0       | 0               | 4           | 2          |
| Totale campionato             | 34   | 9                | 14      | 11              | 34          | 38         |
| Coppa Italia Serie C/Lega Pro | 3    | 1                | 1       | 1               | 3           | 3          |
| Totale gare ufficiali         | 37   | 10               | 15      | 12              | 37          | 41         |

### Lista dei risultati
| Stagione  | Competizione    | Incontro       | A / R | A / R |
| --------- | --------------- | -------------- | ----- | ----- |
| 1935-1936 | Serie C         | Entella-Spezia | 0-0   | 0-3   |
| 1945-1946 | Prima Divisione | Spezia-Entella | 0-1   | 2-3   |
| 1953-1954 | Promozione      | Entella-Spezia | 1-0   | 1-3   |
| 1960-1961 | Serie C         | Spezia-Entella | 4-2   | 0-2   |
| 1962-1963 | Serie D         | Spezia-Entella | 2-1   | 2-3   |
| 1963-1964 | Serie D         | Entella-Spezia | 2-0   | 1-2   |
| 1968-1969 | Serie C         | Entella-Spezia | 1-0   | 1-1   |

| Stagione  | Competizione         | Incontro               | A / R | A / R |
| --------- | -------------------- | ---------------------- | ----- | ----- |
| 1969-1970 | Serie C              | Entella-Spezia         | 1-0   | 0-1   |
| 1970-1971 | Serie C              | Spezia-Entella         | 2-2   | 0-0   |
| 1971-1972 | Serie C              | Entella-Spezia         | 0-0   | 1-1   |
| 1985-1986 | Serie C2             | Entella Bacezza-Spezia | 1-1   | 1-1   |
| 1985-1986 | Coppa Italia Serie C | Spezia-Entella Bacezza | 0-0   | 0-2   |
| 1986-1987 | Coppa Italia Serie C | Spezia-Entella Bacezza | [ 9 ] | [ 9 ] |
| 2008-2009 | Serie D              | Entella-Spezia         | 2-2   | 1-2   |

| Stagione  | Competizione          | Incontro       | A / R | A / R |
| --------- | --------------------- | -------------- | ----- | ----- |
| 2011-2012 | Coppa Italia Lega Pro | Entella-Spezia | 1-3   | 1-3   |
| 2014-2015 | Serie B               | Spezia-Entella | 1-0   | 0-2   |
| 2015-2016 | Serie B               | Spezia-Entella | 0-0   | 2-2   |
| 2016-2017 | Serie B               | Entella-Spezia | 1-1   | 0-2   |
| 2017-2018 | Serie B               | Spezia-Entella | 2-1   | 1-0   |
| 2019-2020 | Serie B               | Entella-Spezia | 0-0   | 0-0   |

## Savona-Spezia
La sfida Savona-Spezia si è tenuta per la prima volta in massima serie nel 1920, connotandosi come derby provinciale (entrambe le città erano a quel tempo site in Provincia di Genova). Successivamente all'istituzione della Provincia della Spezia, avvenuta nel 1923, il derby divenne regionale e si disputò per otto volte al secondo livello del calcio italiano tra il 1925  e il 1929. Le squadre si ritrovarono nella stagione 1935-1936, la prima in assoluto della neonata Serie C.
Particolarmente importanti dal punto di vista sportivo furono gli incontri in Serie C 1939-1940, tenutisi nel Girone finale A che aveva in palio la promozione: il pareggio 2-2 alla Spezia nella penultima giornata permise di fatto la promozione in Serie B al Savona, forte di un miglior quoziente reti rispetto agli Spezzini. Lo Spezia fece ricorso alla FIGC per un presunto goal non concessole nel corso dell'incontro: il ricorso venne respinto, ma la FIGC ammise comunque la squadra spezzina al torneo cadetto in sostituzione del Palermo escluso per insolvenza.
I derby in Serie B si susseguirono fino al 1947, poi per le due squadre iniziò un periodo di declino che le portò nel 1953 a retrocedere contemporaneamente in Promozione regionale. Nuovi incontri avvennero in Serie C tra il 1959 e il 1971 e più assiduamente in Serie C2 dal 1979. Nella stagione 1985-1986 i destini delle due società si separarono: lo Spezia fu promosso in Serie C1 e il Savona retrocesso in Interregionale. Da allora, il derby è stato disputato in campionato solamente nella Serie D 2008-2009, ma nonostante questo le due tifoserie mantengono attivo un gemellaggio.
|                                                  | Gare | Vittorie Savona | Pareggi | Vittorie Spezia | Gol Savona | Gol Spezia |
| Serie B                                          | 8    | 2               | 2       | 4               | 4          | 11         |
| Serie C                                          | 12   | 1               | 7       | 4               | 8          | 23         |
| Serie C2                                         | 12   | 2               | 7       | 3               | 6          | 10         |
| IV Serie/Serie D                                 | 4    | 0               | 2       | 2               | 1          | 3          |
| Prima Categoria (1920-1921)                      | 2    | 1               | 1       | 0               | 1          | 0          |
| Seconda Divisione/Prima Divisione (1925-1929)    | 8    | 1               | 1       | 6               | 5          | 12         |
| Totale campionato                                | 46   | 7               | 20      | 19              | 25         | 59         |
| Coppa Italia Semiprofessionisti/Serie C/Lega Pro | 9    | 5               | 1       | 3               | 11         | 9          |
| Coppa Ottorino Mattei                            | 1    | 0               | 0       | 1               | 0          | 4          |
| Totale gare ufficiali                            | 56   | 12              | 21      | 23              | 36         | 72         |

### Lista dei risultati
| Stagione  | Competizione      | Incontro      | A / R | A / R |
| --------- | ----------------- | ------------- | ----- | ----- |
| 1920-1921 | Prima Categoria   | Savona-Spezia | 1-0   | 0-0   |
| 1925-1926 | Seconda Divisione | Savona-Spezia | 1-1   | 0-2   |
| 1926-1927 | Prima Divisione   | Savona-Spezia | 1-0   | 1-2   |
| 1927-1928 | Prima Divisione   | Savona-Spezia | 1-2   | 0-1   |
| 1928-1929 | Prima Divisione   | Savona-Spezia | 0-1   | 1-3   |
| 1935-1936 | Serie C           | Savona-Spezia | 0-0   | 0-9   |
| 1939-1940 | Serie C (Finali)  | Savona-Spezia | 0-0   | 2-2   |
| 1940-1941 | Serie B           | Spezia-Savona | 1-0   | 0-1   |
| 1941-1942 | Serie B           | Savona-Spezia | 1-1   | 0-3   |
| 1942-1943 | Serie B           | Spezia-Savona | 4-0   | 1-1   |

| Stagione  | Competizione                    | Incontro      | A / R | A / R |
| --------- | ------------------------------- | ------------- | ----- | ----- |
| 1946-1947 | Serie B                         | Savona-Spezia | 0-1   | 1-0   |
| 1952-1953 | IV Serie                        | Spezia-Savona | 1-1   | 1-0   |
| 1957-1958 | Coppa Ottorino Mattei           | Savona-Spezia | 0-4   | 0-4   |
| 1959-1960 | Serie C                         | Spezia-Savona | 4-1   | 1-1   |
| 1960-1961 | Serie C                         | Savona-Spezia | 1-1   | 1-1   |
| 1969-1970 | Serie C                         | Spezia-Savona | 1-0   | 0-0   |
| 1970-1971 | Serie C                         | Savona-Spezia | 1-0   | 1-4   |
| 1979-1980 | Serie C2                        | Savona-Spezia | 1-1   | 0-2   |
| 1980-1981 | Coppa Italia Semiprofessionisti | Spezia-Savona | 1-2   | 2-1   |
| 1981-1982 | Serie C2                        | Savona-Spezia | 1-1   | 1-0   |

| Stagione  | Competizione          | Incontro      | A / R | A / R |
| --------- | --------------------- | ------------- | ----- | ----- |
| 1982-1983 | Serie C2              | Savona-Spezia | 0-1   | 0-0   |
| 1982-1983 | Coppa Italia Serie C  | Spezia-Savona | 1-0   | 0-2   |
| 1983-1984 | Serie C2              | Spezia-Savona | 1-1   | 0-0   |
| 1983-1984 | Coppa Italia Serie C  | Spezia-Savona | 1-1   | 1-2   |
| 1984-1985 | Serie C2              | Savona-Spezia | 1-0   | 0-0   |
| 1985-1986 | Serie C2              | Spezia-Savona | 3-0   | 1-1   |
| 2002-2003 | Coppa Italia Serie C  | Savona-Spezia | 2-1   | 0-2   |
| 2008-2009 | Serie D               | Savona-Spezia | 0-1   | 0-0   |
| 2010-2011 | Coppa Italia Lega Pro | Spezia-Savona | 0-1   | 0-1   |

## Sampierdarenese-Spezia
Il derby Sampierdarenese-Spezia si è tenuto in massima serie prima dell'introduzione della Serie A a girone unico, nella Prima Categoria 1920-1921 all'epoca in cui entrambe le città sede delle due squadre si trovavano in Provincia di Genova. Successivamente e dopo l'istituzione della Provincia della Spezia, le squadre si incontrarono in Serie B nelle stagioni 1932-1933 e 1933-1934. La Sampierdarenese, assunta in seguito a delle fusioni la denominazione Associazione Calcio Liguria, incontrò nuovamente lo Spezia in Serie B 1940-1941 prima di interrompere definitivamente le sue attività nel 1946. La mattina del 9 febbraio del 1941, data dell'ultima partita disputata tra le due squadre, Genova e La Spezia furono entrambe interessate da un'azione di guerra condotta dalla marina britannica.
|                             | Gare | Vittorie Sampierdarenese | Pareggi | Vittorie Spezia | Gol Sampierdarenese | Gol Spezia |
| Serie B                     | 6    | 2                        | 3       | 1               | 8                   | 6          |
| Prima Categoria (1920-1921) | 2    | 0                        | 0       | 2               | 0                   | 3          |
| Totale gare ufficiali       | 8    | 2                        | 3       | 3               | 8                   | 9          |

### Lista dei risultati
| Stagione  | Competizione    | Incontro               | A / R | A / R |
| --------- | --------------- | ---------------------- | ----- | ----- |
| 1920-1921 | Prima Categoria | Spezia-Sampierdarenese | 2-0   | 1-0   |
| 1932-1933 | Serie B         | Spezia-Sampierdarenese | 2-0   | 2-2   |

| Stagione  | Competizione | Incontro               | A / R | A / R |
| --------- | ------------ | ---------------------- | ----- | ----- |
| 1933-1934 | Serie B      | Spezia-Sampierdarenese | 0-0   | 0-1   |

| Stagione  | Competizione | Incontro       | A / R | A / R |
| --------- | ------------ | -------------- | ----- | ----- |
| 1940-1941 | Serie B      | Liguria-Spezia | 1-1   | 4-1   |

## Sanremese-Spezia
Il derby Sanremese-Spezia si disputò per la prima volta nei turni eliminatori della Coppa Italia 1935-1936. In quella stagione le squadre si incontrarono altre tre volte: terminando il girone di Serie C appaiate in prima posizione dovettero infatti disputare uno spareggio per la promozione, tenutosi sul campo neutro dello Stadio Luigi Ferraris di Genova. La Sanremese vinse con il punteggio di 1-0, ma un successivo ricorso dello Spezia venne accolto e la partita fu annullata per errore tecnico; la Sanremese rifiutò di disputare la ripetizione e lo Spezia fu promosso in Serie B.
La Sanremese riuscì comunque a raggiungere la Serie B la stagione successiva e le squadre si affrontarono nel torneo cadetto per due edizioni consecutive, l'ultima nel 1939. Seguirono venti anni senza scontri diretti, ma i rancori non vennero dimenticati e quando si disputarono nuovi incontri negli anni 1950 e 1960 tra Serie C e Serie D i giocatori della Sanremese vennero fischiati allo Stadio Alberto Picco della Spezia. Le due squadre ebbero nuove occasioni per sfidarsi in Serie C1 1980-1981 e successivamente in Serie C2 nelle stagioni 1998-1999 e 1999-2000, quest'ultima terminata con la promozione dello Spezia in Serie C1 e la retrocessione della Sanremese in Serie D. Da allora le due compagini non si sono più affrontate in partite ufficiali.
|                                         | Gare | Vittorie Sanremese | Pareggi | Vittorie Spezia | Gol Sanremese | Gol Spezia |
| Serie B                                 | 4    | 2                  | 1       | 1               | 5             | 2          |
| Serie C/Serie C1                        | 10   | 4                  | 1       | 5               | 8             | 10         |
| Serie C2                                | 4    | 0                  | 2       | 2               | 1             | 6          |
| Serie D                                 | 6    | 0                  | 4       | 2               | 3             | 6          |
| Totale campionato                       | 24   | 6                  | 8       | 10              | 17            | 24         |
| Coppa Italia                            | 2    | 1                  | 0       | 1               | 3             | 2          |
| Coppa Italia Semiprofessionisti/Serie C | 8    | 3                  | 3       | 2               | 7             | 5          |
| Totale Coppa Italia                     | 10   | 4                  | 3       | 3               | 10            | 7          |
| Totale gare ufficiali                   | 34   | 10                 | 11      | 13              | 27            | 31         |

### Lista dei risultati
| Stagione  | Competizione        | Incontro         | A / R  | A / R  |
| --------- | ------------------- | ---------------- | ------ | ------ |
| 1935-1936 | Serie C             | Sanremese-Spezia | 1-0    | 0-1    |
| 1935-1936 | Serie C (spareggio) | Sanremese-Spezia | [ 17 ] | [ 17 ] |
| 1935-1936 | Coppa Italia        | Sanremese-Spezia | 2-0    | 2-0    |
| 1937-1938 | Serie B             | Spezia-Sanremese | 2-1    | 0-0    |
| 1937-1938 | Coppa Italia        | Spezia-Sanremese | 2-1    | 2-1    |
| 1938-1939 | Serie B             | Spezia-Sanremese | 0-3    | 0-1    |
| 1958-1959 | Serie C             | Spezia-Sanremese | 2-0    | 2-1    |

| Stagione  | Competizione                    | Incontro         | A / R | A / R |
| --------- | ------------------------------- | ---------------- | ----- | ----- |
| 1959-1960 | Serie C                         | Sanremese-Spezia | 2-1   | 1-3   |
| 1960-1961 | Serie C                         | Spezia-Sanremese | 1-0   | 0-0   |
| 1963-1964 | Serie D                         | Spezia-Sanremese | 2-2   | 0-0   |
| 1964-1965 | Serie D                         | Spezia-Sanremese | 1-0   | 3-1   |
| 1965-1966 | Serie D                         | Spezia-Sanremese | 0-0   | 0-0   |
| 1980-1981 | Serie C1                        | Spezia-Sanremese | 0-1   | 0-2   |
| 1980-1981 | Coppa Italia Semiprofessionisti | Spezia-Sanremese | 0-0   | 0-1   |

| Stagione  | Competizione         | Incontro         | A / R | A / R |
| --------- | -------------------- | ---------------- | ----- | ----- |
| 1982-1983 | Coppa Italia Serie C | Spezia-Sanremese | 2-1   | 0-2   |
| 1983-1984 | Coppa Italia Serie C | Spezia-Sanremese | 0-0   | 0-2   |
| 1998-1999 | Serie C2             | Sanremese-Spezia | 0-0   | 0-3   |
| 1998-1999 | Coppa Italia Serie C | Spezia-Sanremese | 2-0   | 2-0   |
| 1999-2000 | Serie C2             | Sanremese-Spezia | 0-0   | 1-3   |
| 1999-2000 | Coppa Italia Serie C | Sanremese-Spezia | 1-1   | 1-1   |

## La Dominante-Spezia
La Dominante venne fondata nel 1927 e terminò di esistere nel 1931. Durante la sua breve storia, disputò derby con lo Spezia nella Serie B 1929-1930 e 1930-1931, nella seconda occasione con la denominazione Foot Ball Club Liguria, acquisita in seguito alla fusione con la Corniglianese.
|                       | Gare | Vittorie La Dominante | Pareggi | Vittorie Spezia | Gol La Dominante | Gol Spezia |
| Serie B               | 4    | 1                     | 2       | 1               | 11               | 7          |
| Totale gare ufficiali | 4    | 1                     | 2       | 1               | 11               | 7          |

### Lista dei risultati
| Stagione  | Competizione | Incontro            | A / R | A / R |
| --------- | ------------ | ------------------- | ----- | ----- |
| 1929-1930 | Serie B      | La Dominante-Spezia | 5-0   | 3-3   |

| Stagione  | Competizione | Incontro       | A / R | A / R |
| --------- | ------------ | -------------- | ----- | ----- |
| 1930-1931 | Serie B      | Spezia-Liguria | 2-1   | 2-2   |

## Savona-Sestrese
Il derby Savona-Sestrese nacque come derby provinciale e si disputò in numerose occasioni nei primi tre livelli del calcio italiano tra il 1920 e il 1935 (dal 1927 come derby regionale, in seguito all'istituzione della Provincia di Savona), facendo registrare talvolta tensioni tra le due tifoserie come nel 1926 quando intervennero le forze dell'ordine o nel 1928 quando il campo della Sestrese fu squalificato per due giornate per l'atteggiamento scorretto del pubblico nei confronti dell'arbitro. Divenne poi appuntamento fisso in Serie C nella seconda metà degli anni 1930 ed in entrambe le stagioni 1938-1939 e 1939-1940 la Sestrese (temporaneamente denominata Manlio Cavagnaro) giunse seconda nel girone alle spalle del Savona, che proprio nel 1940 riuscì attraverso le Finali a conquistare la promozione in Serie B.
Le due squadre si incontrarono nel primo torneo post bellico e la stagione successiva in Serie B 1946-1947, quando la vittoria del Savona sul campo della Sestrese a quattro giornate dalla fine le appaiò al terzultimo posto e contribuì a condannare entrambe alla retrocessione, che divenne matematica due giornate dopo. Seguirono altri quattro derby in Serie C, incluso quello alla penultima giornata della stagione 1948-1949 quando la Sestrese che aveva già ottenuto la salvezza ospitò il Savona che lottava per il ritorno in Serie B. L'impianto genovese di via Bengasi fece registrare il tutto esaurito con spettatori assiepati anche sui muretti limitrofi al campo ma senza che si verificasse alcun incidente; la vittoria dell'incontro non fu sufficiente al Savona per conquistare la promozione. Una fase di declino comune porterà successivamente le due squadre ad affrontarsi nel corso degli anni 1950 in IV Serie, Promozione regionale e Campionato Interregionale.
Dopo trenta anni senza incontri ufficiali tra le due compagini, i derby in Promozione regionale 1988-1989 fecero da antefatto alla Finale di Coppa Italia Dilettanti del 1991. Il Savona sconfisse la Sestrese (le due squadre si erano qualificate vincendo rispettivamente la fase riservata alle squadre iscritte al Campionato Interregionale e la fase riservata alle squadre iscritte alla Promozione regionale) sull'inedito campo neutro calabrese di Locri e conquistò il primo trofeo nazionale della propria storia sportiva. Negli anni successivi le due squadre ripresero ad incontrarsi con frequenza nel Campionato Nazionale Dilettanti e in Serie D: nel 2001 un'affermazione nel derby all'ultima giornata permise alla Sestrese di disputare il vittorioso spareggio salvezza con il Bra e nel 2009 il pareggio maturato a Savona a tre giornate dal termine contribuì in modo meno diretto alla qualificazione ai playout da parte dei Sestresi. I più recenti incontri ufficiali tra le due squadre si sono disputati in Serie D 2009-2010 in un clima disteso.
|                                                                 | Gare | Vittorie Savona | Pareggi | Vittorie Sestrese | Gol Savona | Gol Sestrese |
| Serie B                                                         | 2    | 1               | 1       | 0                 | 7          | 4            |
| Serie C                                                         | 16   | 7               | 4       | 5                 | 26         | 20           |
| IV Serie/Interregionale/Campionato Nazionale Dilettanti/Serie D | 20   | 9               | 6       | 5                 | 39         | 24           |
| Promozione                                                      | 4    | 0               | 3       | 1                 | 2          | 3            |
| Prima Categoria (1920-1921)                                     | 2    | 1               | 1       | 0                 | 2          | 1            |
| Seconda Divisione/Prima Divisione (1923-1929)                   | 12   | 4               | 2       | 6                 | 12         | 16           |
| Serie B-C Alta Italia (1945-1946)                               | 2    | 1               | 0       | 1                 | 2          | 4            |
| Prima Divisione (1929-1935)                                     | 12   | 7               | 1       | 4                 | 28         | 13           |
| Totale campionato                                               | 70   | 30              | 18      | 22                | 118        | 85           |
| Coppa Italia                                                    | 1    | 1               | 0       | 0                 | 2          | 1            |
| Coppa Italia Serie D                                            | 6    | 5               | 0       | 1                 | 16         | 5            |
| Coppa Italia Dilettanti                                         | 5    | 1               | 4       | 0                 | 7          | 5            |
| Totale Coppa Italia                                             | 12   | 7               | 4       | 1                 | 25         | 11           |
| Coppa Alta Italia                                               | 2    | 0               | 1       | 1                 | 2          | 4            |
| Totale gare ufficiali                                           | 84   | 37              | 23      | 24                | 145        | 100          |

### Lista dei risultati
| Stagione  | Competizione      | Incontro        | A / R | A / R |
| --------- | ----------------- | --------------- | ----- | ----- |
| 1920-1921 | Prima Categoria   | Sestrese-Savona | 1-1   | 0-1   |
| 1923-1924 | Seconda Divisione | Sestrese-Savona | 2-1   | 1-2   |
| 1924-1925 | Seconda Divisione | Savona-Sestrese | 0-1   | 0-2   |
| 1925-1926 | Seconda Divisione | Savona-Sestrese | 0-0   | 0-2   |
| 1926-1927 | Prima Divisione   | Sestrese-Savona | 3-0   | 0-4   |
| 1927-1928 | Prima Divisione   | Sestrese-Savona | 2-0   | 1-2   |
| 1928-1929 | Prima Divisione   | Sestrese-Savona | 2-3   | 0-0   |
| 1929-1930 | Prima Divisione   | Sestrese-Savona | 3-2   | 0-1   |
| 1930-1931 | Prima Divisione   | Savona-Sestrese | 3-0   | 0-2   |
| 1931-1932 | Prima Divisione   | Savona-Sestrese | 3-0   | 4-0   |
| 1932-1933 | Prima Divisione   | Sestrese-Savona | 1-2   | 0-5   |
| 1933-1934 | Prima Divisione   | Sestrese-Savona | 2-1   | 1-5   |
| 1934-1935 | Prima Divisione   | Sestrese-Savona | 3-1   | 1-1   |
| 1935-1936 | Serie C           | Sestrese-Savona | 3-1   | 1-2   |
| 1936-1937 | Serie C           | Sestrese-Savona | 2-0   | 1-1   |

| Stagione  | Competizione              | Incontro         | A / R | A / R |
| --------- | ------------------------- | ---------------- | ----- | ----- |
| 1937-1938 | Serie C                   | Savona-Cavagnaro | 2-0   | 1-2   |
| 1937-1938 | Coppa Italia              | Cavagnaro-Savona | 1-2   | 1-2   |
| 1938-1939 | Serie C                   | Savona-Cavagnaro | 3-0   | 1-2   |
| 1939-1940 | Serie C                   | Cavagnaro-Savona | 1-1   | 0-0   |
| 1945-1946 | Serie B-C                 | Savona-Sestrese  | 0-3   | 2-1   |
| 1945-1946 | Coppa Alta Italia         | Sestrese-Savona  | 3-1   | 1-1   |
| 1946-1947 | Serie B                   | Sestrese-Savona  | 4-4   | 0-3   |
| 1948-1949 | Serie C                   | Savona-Sestrese  | 2-1   | 3-1   |
| 1949-1950 | Serie C                   | Sestrese-Savona  | 4-0   | 1-7   |
| 1950-1951 | Serie C                   | Sestrese-Savona  | 1-1   | 0-1   |
| 1952-1953 | IV Serie                  | Savona-Sestrese  | 2-0   | 0-3   |
| 1955-1956 | Promozione                | Sestrese-Savona  | 1-0   | 0-0   |
| 1957-1958 | Campionato Interregionale | Savona-Sestrese  | 2-2   | 2-1   |
| 1988-1989 | Promozione                | Sestrese-Savona  | 1-1   | 1-1   |
| 1990-1991 | Coppa Italia Dilettanti   | Savona-Sestrese  | 2-0   | 2-0   |

| Stagione  | Competizione                    | Incontro        | A / R | A / R |
| --------- | ------------------------------- | --------------- | ----- | ----- |
| 1994-1995 | Campionato Nazionale Dilettanti | Savona-Sestrese | 0-0   | 0-1   |
| 1994-1995 | Coppa Italia Dilettanti         | Savona-Sestrese | 1-1   | 1-1   |
| 1995-1996 | Campionato Nazionale Dilettanti | Sestrese-Savona | 1-4   | 1-1   |
| 1995-1996 | Coppa Italia Dilettanti         | Savona-Sestrese | 2-2   | 2-2   |
| 1996-1997 | Campionato Nazionale Dilettanti | Sestrese-Savona | 1-1   | 0-3   |
| 1996-1997 | Coppa Italia Dilettanti         | Savona-Sestrese | 1-1   | 1-1   |
| 2000-2001 | Serie D                         | Savona-Sestrese | 3-2   | 1-2   |
| 2000-2001 | Coppa Italia Serie D            | Savona-Sestrese | 1-0   | 2-1   |
| 2001-2002 | Serie D                         | Savona-Sestrese | 4-0   | 2-1   |
| 2001-2002 | Coppa Italia Serie D            | Savona-Sestrese | 4-0   | 4-0   |
| 2007-2008 | Serie D                         | Savona-Sestrese | 1-1   | 3-4   |
| 2008-2009 | Serie D                         | Sestrese-Savona | 1-0   | 1-1   |
| 2008-2009 | Coppa Italia Serie D            | Savona-Sestrese | 2-3   | 2-1   |
| 2009-2010 | Serie D                         | Savona-Sestrese | 3-0   | 6-2   |
| 2009-2010 | Coppa Italia Serie D            | Savona-Sestrese | 5-0   | 5-0   |

## Sestrese-Spezia
Sia la Sestrese sia lo Spezia presero parte per la prima volta ad un campionato organizzato dalla FIGC nella stagione 1919-1920 e si incontrarono nel Girone finale: anche grazie al doppio successo contro i Sestresi lo Spezia ottenne la promozione in massima divisione, mentre la Sestrese venne successivamente ripescata. Dopo gli incontri in Prima Categoria 1920-1921, la situazione si ripeté nelle qualificazioni alla Prima Divisione 1924-1925 quando la partita aveva assunto la connotazione di derby regionale in seguito all'istituzione della Provincia della Spezia: anche in questo caso la promozione fu appannaggio degli Spezzini. Alla fine di quel campionato lo Spezia retrocedette e le due squadre ebbero modo di sfidarsi al secondo livello nazionale. Durante questi anni, i derby giocati alla Spezia videro tra il pubblico una folta rappresentanza di marinai sestresi di stanza nel Golfo dei Poeti.
Alla quarta stagione consecutiva di scontri diretti, nel campionato di Prima Divisione 1928-1929 che vedeva Spezia e Sestrese rispettivamente prima e seconda, l'incontro di ritorno che doveva svolgersi a Genova venne rinviato a pochi minuti dal fischio di inizio per motivi di ordine pubblico. Successivamente la Federazione assegnò la vittoria della partita allo Spezia a tavolino per 2-0. Altri derby si tennero nella stagione inaugurale della Serie C e nel primo torneo di Serie B del dopoguerra. Attraversata una fase di comune declino, le due squadre si incontrarono in IV Serie nelle stagioni 1952-1953 e 1954-1955, per poi non disputare più alcuna partita ufficiale per oltre mezzo secolo.
Sestrese e Spezia si incontrarono nuovamente nella stagione 2008-2009 in Serie D. Nonostante la volontà di disputare l'incontro di ritorno allo Stadio Luigi Ferraris, lo stesso si tenne al campo sportivo Giuseppe Piccardo dove si registrarono alcuni incidenti tra le tifoserie.
|                                               | Gare | Vittorie Sestrese | Pareggi | Vittorie Spezia | Gol Sestrese | Gol Spezia |
| Serie B                                       | 2    | 0                 | 2       | 0               | 3            | 3          |
| Serie C                                       | 2    | 1                 | 0       | 1               | 5            | 1          |
| IV Serie/Serie D                              | 6    | 3                 | 1       | 2               | 5            | 5          |
| Prima Categoria/Prima Divisione (1920-1925)   | 4    | 0                 | 1       | 3               | 1            | 7          |
| Seconda Divisione/Prima Divisione (1925-1929) | 8    | 3                 | 1       | 4               | 7            | 15         |
| Promozione (1919-1920)                        | 2    | 0                 | 0       | 2               | 1            | 8          |
| Totale gare ufficiali                         | 24   | 7                 | 5       | 12              | 22           | 39         |

### Lista dei risultati
| Stagione  | Competizione                     | Incontro        | A / R | A / R |
| --------- | -------------------------------- | --------------- | ----- | ----- |
| 1919-1920 | Promozione                       | Spezia-Sestrese | 2-1   | 6-0   |
| 1920-1921 | Prima Categoria                  | Spezia-Sestrese | 3-0   | 0-0   |
| 1924-1925 | Prima Divisione (qualificazioni) | Spezia-Sestrese | 2-0   | 2-1   |
| 1925-1926 | Seconda Divisione                | Sestrese-Spezia | 2-0   | 0-7   |

| Stagione  | Competizione    | Incontro        | A / R | A / R |
| --------- | --------------- | --------------- | ----- | ----- |
| 1926-1927 | Prima Divisione | Spezia-Sestrese | 0-0   | 1-2   |
| 1927-1928 | Prima Divisione | Spezia-Sestrese | 2-0   | 0-1   |
| 1928-1929 | Prima Divisione | Spezia-Sestrese | 3-2   | 2-0   |
| 1935-1936 | Serie C         | Sestrese-Spezia | 5-0   | 0-1   |

| Stagione  | Competizione | Incontro                | A / R | A / R |
| --------- | ------------ | ----------------------- | ----- | ----- |
| 1946-1947 | Serie B      | Spezia-Sestrese         | 2-2   | 1-1   |
| 1952-1953 | IV Serie     | Sestrese-Spezia         | 2-0   | 0-0   |
| 1954-1955 | IV Serie     | Spezia Arsenal-Sestrese | 0-1   | 0-1   |
| 2008-2009 | Serie D      | Spezia-Sestrese         | 2-0   | 3-1   |

## Genoa-Savona
Il primo incontro tra Genoa e Savonese (la squadra di calcio era originariamente una sezione della Fratellanza Ginnastica Savonese) si tenne in massima serie nel 1913 ed ebbe la connotazione di derby provinciale: la città di Savona era infatti a quel tempo parte della provincia di Genova. Dopo due stagioni, i campionati regolari furono sospesi a causa del primo conflitto mondiale e le due società disputarono la Coppa Federale: in quell'occasione il Genoa conquistò il passaggio del turno vincendo proprio a Savona nella penultima giornata delle eliminatorie regionali. Terminato il conflitto, nuovi derby si tennero ancora in massima serie, come lo scontro diretto di Genova nel 1921 quando le due squadre appaiate in classifica si contesero il passaggio alle semifinali nazionali ed ebbe la meglio il Genoa.
Nella Prima Divisione 1921-1922 in occasione dell'ultima giornata del girone B, i tifosi Genoani raggiunsero Savona in nave, pur preferendo per il ritorno il treno. L'incontro, al termine del quale i tifosi locali aggredirono due giocatori del Genoa fu l'ultimo in campionato tra le due compagini per più di quaranta anni. Ad eccezione della sfida nei sedicesimi di finale di Coppa Italia 1937-1938, non vi fu più infatti alcun derby (divenuto regionale) ufficiale fino alla Serie B 1966-1967, quando per i tifosi genoani che raggiunsero Savona venne organizzato un treno speciale. Le squadre si incontrarono nuovamente e per l'ultima volta poche stagioni dopo in Serie C. Nonostante la mancata disputa dal 1971 di partite ufficiali, permane la rivalità tra le tifoserie, al punto che i sostenitori del Savona nel 2017 polemizzarono con la propria presidenza per l'organizzazione di un'amichevole tra Genoa e Heerenveen allo stadio Valerio Bacigalupo, arrivando anche il giorno antecedente la gara a ritardare l'avvio di una partita tra Savona e Sestrese.
|                                             | Gare | Vittorie Genoa | Pareggi | Vittorie Savona | Gol Genoa | Gol Savona |
| Serie B                                     | 2    | 0              | 1       | 1               | 0         | 1          |
| Serie C                                     | 2    | 2              | 0       | 0               | 3         | 0          |
| Prima Categoria/Prima Divisione (1913-1922) | 10   | 7              | 2       | 1               | 32        | 5          |
| Totale campionato                           | 14   | 9              | 3       | 2               | 35        | 6          |
| Coppa Italia                                | 1    | 1              | 0       | 0               | 3         | 2          |
| Coppa Federale                              | 2    | 2              | 0       | 0               | 19        | 0          |
| Totale gare ufficiali                       | 17   | 12             | 3       | 2               | 57        | 8          |

### Lista dei risultati
| Stagione  | Competizione    | Incontro       | A / R  | A / R  |
| --------- | --------------- | -------------- | ------ | ------ |
| 1913-1914 | Prima Categoria | Savonese-Genoa | 1-1    | 1-3    |
| 1914-1915 | Prima Categoria | Genoa-Savona   | 7-0    | 6-0    |
| 1915-1916 | Coppa Federale  | Genoa-Savona   | 13-0   | 6-0    |
| 1916-1917 | Coppa Liguria   | Genoa-Savona   | [ 37 ] | [ 37 ] |

| Stagione  | Competizione    | Incontro     | A / R | A / R |
| --------- | --------------- | ------------ | ----- | ----- |
| 1919-1920 | Prima Categoria | Genoa-Savona | 5-0   | 4-0   |
| 1920-1921 | Prima Categoria | Savona-Genoa | 2-1   | 0-2   |
| 1921-1922 | Prima Divisione | Genoa-Savona | 2-0   | 1-1   |

| Stagione  | Competizione | Incontro     | A / R | A / R |
| --------- | ------------ | ------------ | ----- | ----- |
| 1937-1938 | Coppa Italia | Savona-Genoa | 2-3   | 2-3   |
| 1966-1967 | Serie B      | Savona-Genoa | 1-0   | 0-0   |
| 1970-1971 | Serie C      | Savona-Genoa | 0-1   | 0-2   |

## Sampierdarenese-Savona
Le due squadre si affrontarono in Prima Categoria tra il 1919 e il 1921 ed in Prima Divisione 1931-1932. Successivamente, quando la Sampierdarenese si fuse con altre squadre del capoluogo cambiando nome in Associazione Calcio Liguria, disputò derby con il Savona in Serie B 1940-1941. In quella stagione le due compagini condussero un campionato di vertice e quando si incontrarono a Savona per la penultima giornata arrivavano con motivazioni opposte: il Liguria aveva pochi giorni prima ottenuto un punto sul campo di Padova ed era ormai quasi certo della promozione, mentre i Savonesi avevano perso in casa con la rivale diretta Modena ed avevano ormai fievoli speranze di poter raggiungere la Serie A. La vittoria dei padroni di casa fu di fatto ininfluente: il Liguria vinse il campionato ed il Savona mantenne la categoria.
|                             | Gare | Vittorie Sampierdarenese | Pareggi | Vittorie Savona | Gol Sampierdarenese | Gol Savona |
| Serie B                     | 2    | 0                        | 1       | 1               | 1                   | 2          |
| Prima Categoria (1919-1921) | 4    | 2                        | 1       | 1               | 8                   | 6          |
| Prima Divisione (1931-1932) | 2    | 1                        | 0       | 1               | 4                   | 5          |
| Totale gare ufficiali       | 8    | 3                        | 2       | 3               | 13                  | 13         |

### Lista dei risultati
| Stagione  | Competizione    | Incontro               | A / R | A / R |
| --------- | --------------- | ---------------------- | ----- | ----- |
| 1919-1920 | Prima Categoria | Savona-Sampierdarenese | 2-3   | 2-1   |
| 1920-1921 | Prima Categoria | Sampierdarenese-Savona | 2-0   | 2-2   |

| Stagione  | Competizione    | Incontro               | A / R | A / R |
| --------- | --------------- | ---------------------- | ----- | ----- |
| 1931-1932 | Prima Divisione | Sampierdarenese-Savona | 3-1   | 1-4   |

| Stagione  | Competizione | Incontro       | A / R | A / R |
| --------- | ------------ | -------------- | ----- | ----- |
| 1940-1941 | Serie B      | Liguria-Savona | 1-1   | 0-1   |

## Sampdoria-Savona
Il derby Sampdoria-Savona si è disputato in una sola stagione: Serie B 1966-1967. In occasione della partita di ritorno, la Sampdoria già matematicamente promossa in Serie A fece visita al Savona in cerca di punti per conquistare la salvezza: la vittoria non fu sufficiente ai padroni di casa per mantenere la categoria, che retrocedettero perdendo la partita dell'ultima giornata a Catania. Tra le due società vi sono ottimi rapporti, tanto che per festeggiare il proprio centenario nel 2007, il Savona invitò proprio la Sampdoria a disputare un'amichevole.
|                       | Gare | Vittorie Sampdoria | Pareggi | Vittorie Savona | Gol Sampdoria | Gol Savona |
| Serie B               | 2    | 1                  | 0       | 1               | 2             | 2          |
| Totale gare ufficiali | 2    | 1                  | 0       | 1               | 2             | 2          |

### Lista dei risultati
| Stagione  | Competizione | Incontro         | A / R | A / R |
| --------- | ------------ | ---------------- | ----- | ----- |
| 1966-1967 | Serie B      | Sampdoria-Savona | 1-0   | 1-2   |